# Plymouth Duster
Pour les articles homonymes, voir Duster.
Ne doit pas être confondu avec Dacia Duster.
La Plymouth Duster est un coupé de taille compacte, étant commercialisée de 1970 à 1976.

## Description
La Duster est reprise de la Plymouth Valiant, sauf qu'elle est plus compacte, avec un style sportif.
La Duster a également été conçue pour rivaliser avec la Ford Maverick et l'AMC Hornet, commercialisées également en 1970, et enfin avec la Chevrolet Nova dont la production a été introduite en 1968. Alors que le Maverick et la Nova étaient commercialisées en berlines 4 portes, la Duster a été commercialisée uniquement en 2 portes.[réf. nécessaire]
De nombreux pack d'options de la Duster ont été proposés avec des noms incluant « Plumeau », « Duster », « Argent Duster », « Espace Duster », « Duster Twister », « Duster 340 » et « Duster 360 ». 

## Remplacement
À la mi-1976, la Dodge Aspen et Plymouth Volare ont remplacé la Dodge Dart et la Plymouth Duster. Ces nouveaux modèles ont été introduits afin de rivaliser avec les véhicules plus haut de gamme, comme la Ford Granada et la Mercury Monarque. Cependant, les rappels sur la carrosserie, la suspension et l'allumage, ainsi que les freins et la direction ont endommagé la réputation de ces voitures.